# 重荷模
重荷模（英語：load cast）是指在沉積岩層的層理面上形成的團塊狀凸起結構。團塊從上層沉積岩底部“垂下”到下層沉積岩頂部，通常具有相等的間距。這些結構是在沉積物尚未石化之前，造成的軟沉積物變形。當密度較大的沉積物層沉積在密度較小的沉積物之上時，就會產生。尤其當沉積物液化時（例如地震），流動的沉積物，能從著密度較大的沉積物下降到密度較小的層中，而造荷重痕.